# James B. Pollack

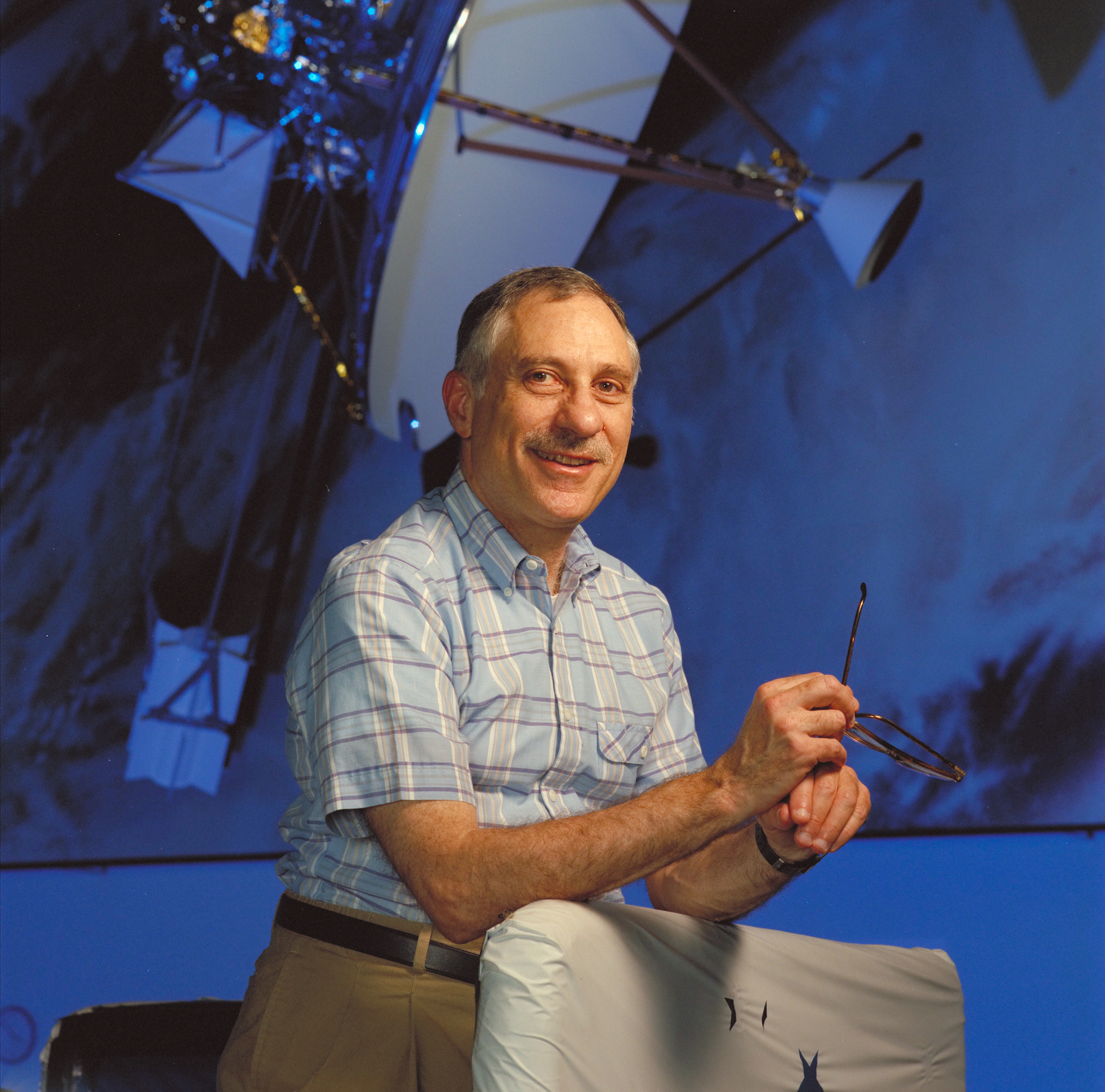
James B. Pollack

James B. Pollack (* 9. Juli 1938 in New York City; † 13. Juni 1994) war ein US-amerikanischer Astrophysiker und Planetologe.
Pollack wuchs in Woodmere auf Long Island auf. Er studierte Physik an der Princeton University mit dem Bachelor-Abschluss 1960 und an der University of California, Berkeley, mit dem Master-Abschluss 1962. Er wurde 1965 bei Carl Sagan an der Harvard University promoviert. Ab 1970 war er am Ames Research Center der NASA. Er starb an einer seltenen Krebsform.
Er befasste sich besonders mit den Atmosphären von Mars und Venus, wobei er bei Mars die Daten der Mariner 9 und Viking Sonden auswertete und danach Computersimulationen über das Wetter auf dem Mars entwickelte (mit Robert Haberle). Mit James F. Kasting entwickelte er Modelle für die Geschichte des Klimas in Wechselwirkung mit der Krustenentwicklung auf Mars und Venus. 1996 entwickelte er mit Kollegen ein Modell der Entstehung der großen Gasplaneten. Mit Carl Sagan arbeitete er an Themen wie Nuklearer Winter, was aus seinen Untersuchungen der atmosphärischen Auswirkungen  des Asteroiden-Einschlags an der Kreide-Tertiär Grenze entstand (mit Chris McKay, Brian Toon und anderen). Er untersuchte auch die Möglichkeiten von Terraforming beim Mars. Später befasste er sich mit Supercomputer-Simulationen der Entstehung von Planetensystemen (mit Pat Cassen, Robert Cabot u. a.). Von ihm stammen auch frühe Untersuchungen des Einflusses von Vulkanen auf das Klima, so 1981 anlässlich des Mount St. Helen Ausbruchs.
Am Ames Research Center plante er auch Missionen vom Weltraumsonden und wertete die Daten des Kuiper Airborne Observatory aus, zum Beispiel über die Wolkenzusammensetzung der Venus, die Oberflächenbeschaffenheit des Mars und dessen Staubwolken oder die Größe der Staubpartikel in den Saturnringen. Er spielte auch eine wichtige Rolle in fast allen Planetenmissionen der NASA (Mariner 9, Viking, Voyager, Pioneer Venus, Mars Observer, Galileo). Er konnte unter anderem ein Rätsel der Saturnringe klären, warum sie selbst keine Radiowellen emittieren, aber starke Radarreflektoren waren (nach Pollack Folge des Vorhandenseins von Eispartikeln im Zentimeter bis Meter Bereich).
1985 erhielt er den Leo Szilard Lectureship Award und 1989 den Gerard P. Kuiper Prize. Er erhielt den Arthur S. Flemming Award und mehrere NASA Medaillen für Exceptional Scientific Achievement, den Space Science Award des American Institute of Aeronautics and Astronautics, gewann den H. Julian Award des Ames Center und war Ames Fellow. Er war Fellow der American Geophysical Union, der American Association for the Advancement of Science, und der American Astronautical Society. 
Ein Hobby von ihm war die Oper.

## Schriften
- mit J. F. Kasting, O. B. Toon: How climate evolved on the terrestrial planets, Scientific American, Februar 1988